# 艾莉·薩博
艾莉·萨博（阿拉伯语：‎，1964年7月4日—）是一位黎巴嫩时装设计师，为首位入选法国高级定制和时尚联合会（Chambre Syndicale de la Haute Couture）的阿拉伯人。

## 生涯

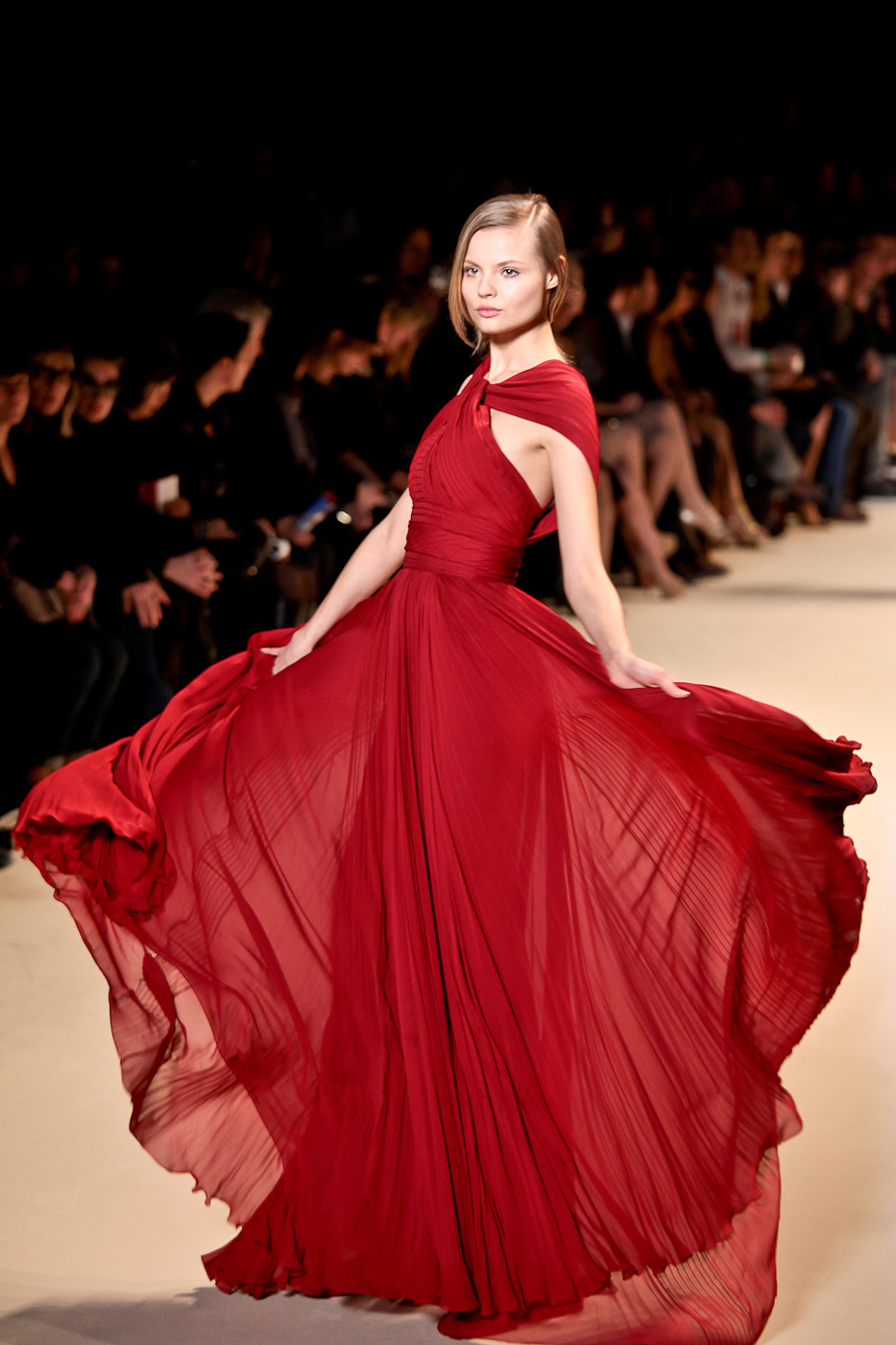
玛德莲娜·弗莱克维亚在2011年巴黎秋冬时装周身着艾莉·萨博礼服

1964年，艾莉·萨博出生于黎巴嫩贝鲁特，其父母为黎巴嫩马龙派天主教徒。艾莉·萨博从小就开始从事缝纫。
1981年，艾莉·萨博前往巴黎学习时尚，后来辍学返回贝鲁特并开设了自己的时尚品牌“艾莉·萨博”Elie Saab。起初，其时尚工作室专注于新娘婚纱，使用昂贵的面料、蕾丝、精致的刺绣、珍珠、水晶和丝线制作婚纱和礼服。
1997年，艾莉·萨博成为意大利国家时装商会首位非意大利会员。2003年，成为法国高级定制和时尚联合会会员。2006年，成为法国高级定制和时尚联合会通讯会员。
截至2017年3月，他的高级定制时装系列在巴黎、伦敦和贝鲁特有售，而他的成衣则在160家零售商和他自己的精品店出售。
在2020年貝魯特爆炸事故中，艾莉·萨博的主要办公室和总部在爆炸中严重受损，其在附近的家被完全摧毁。

## 知名客户

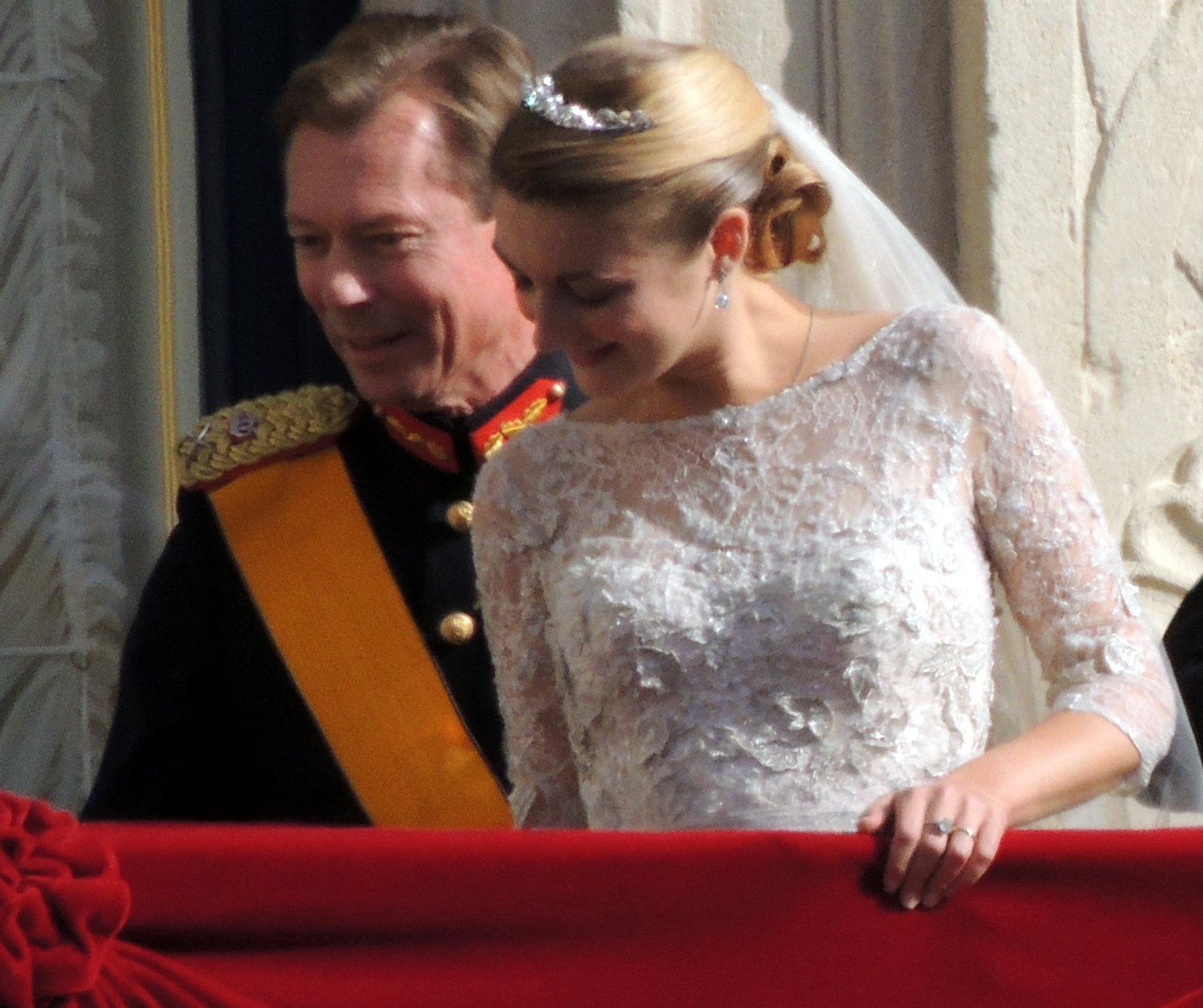
2012年卢森堡大公储妃斯特凡妮·德·拉努瓦在其婚礼上身着艾莉·萨博礼服。

- 1999年，约旦拉尼娅王后身着艾莉·萨博礼服登基。[9]
- 2002年，荷莉·貝瑞在第74届奥斯卡金像奖身着艾莉·萨博的酒红色礼服领取最佳女主角奖。[10]
- 2012年，卢森堡大公储妃斯特凡妮·德·拉努瓦在其婚礼上身着艾莉·萨博礼服。[11]
- 2013年，卢森堡王妃克莱儿在其婚礼上身着艾莉·萨博礼服。[12]
- 2018年，在法国总统马克龙对中国国事访问期间，法国第一夫人布丽吉特·马克龙身着艾莉·萨博服装。[13]
- 2019年，劍橋公爵夫人凱薩琳身着艾莉·萨博服装出席英国皇家雅士谷赛马日，成为为首位身着艾莉·萨博服装的英国王室成员。[14]
- 此外，瑞典維多利亞王儲[15]、瑞典玛德琳公主[16]、希腊公主玛丽亚-奥林匹亚（英语：Princess Maria-Olympia of Greece and Denmark）[17]也身着过艾莉·萨博的服装。